# Горнє Буковлє
45°23′ пн. ш. 15°26′ сх. д. / 45.39° пн. ш. 15.44° сх. д.
Горнє Буковлє (хорв. Gornje Bukovlje) — населений пункт у Хорватії, у Карловацькій жупанії у складі громади Генеральський Стол.

## Населення
Населення за даними перепису 2011 року становило 232 осіб.
Динаміка чисельності населення поселення: